# Lista regiunilor din Canada
Lista regiunilor și provinciilor din Canada
| - Northern Alberta - Peace River Country - Alberta's Rockies - Southern Alberta - Cypress Hills - Palliser's Triangle - Calgary Region - Edmonton Capital Region - Central Alberta - Calgary–Edmonton Corridor - British Columbia Interior - Atlin District - Stikine Country - Peace River Country - Nechako - Bulkley - Cariboo - Interlakes - Fraser Canyon - Chilcotin - Omineca-Prince George - Robson Valley - Kootenays - West Kootenay - Slocan - Arrow Lakes - East Kootenay - Elk Valley - Columbia Valley - Columbia Country - Big Bend Country - Columbia Valley - Okanagan - Boundary - Similkameen - Thompson - Nicola - Bonaparte - Wells Gray-Clearwater - Shuswap - Lillooet-Fraser Canyon - Bridge River Country - South Coast - Lower Mainland - Greater Vancouver - Fraser Valley - Sea-to-Sky Corridor - Pemberton Valley (face parte și din Lillooet Country) - Gates Valley (face parte și din Lillooet Country) - South Coast - Gulf Islands - Southern Gulf Islands - Northern Gulf Islands - Sunshine Coast - Vancouver Island - Greater Victoria - Saanich Peninsula - Mid-Island - Cowichan Valley - Nanaimo-Parksville - Comox Valley - North Island - West Coast of Vancouver Island - Juan de Fuca region - Central Coast - Queen Charlotte Strait - Bella Coola Valley - North Coast - Haida Gwaii (formerly Queen Charlotte Islands) - Skeena - Nass - Stewart Country Vezi și: List of regions of Manitoba. - Northern - Interlake - Central Plains - Eastman - Westman - Winnipeg Capital Region - Parkland - Pembina Valley - Acadian Peninsula - North Shore - Gulf Shore - Fundy Shore - Fundy Isles - Kennebecasis River Valley - Republic of Madawaska - Miramichi Valley - St. John Valley - Tantramar - Greater Shediac - Greater Moncton - Greater Saint John - Greater Fredericton - Labrador - Labrador West - Labrador Coast - Nunatsiavut - Newfoundland - Avalon Peninsula - Burin Peninsula - Bonavista Peninsula - South Coast - West Coast - Bay of Islands - South Shore Bay of Islands - North Shore Bay of Islands - Corner Brook - Bay St. George - Bay St. George South - Bonne Bay - Gros Morne - Port au Port Peninsula - Great Northern Peninsula - White Bay - Northeast Coast - Fogo Island - Jack City Island | Vezi și: List of regions of the Northwest Territories. - Census divisions - Region 1 - Region 2 - Region 3 - Region 4 - Region 5 - Region 6 - Diviziuni administrative din Northwest Territories - Inuvik Region - Sahtu Region - Dehcho Region - North Slave Region - South Slave Region - Annapolis Valley - Cape Breton Island - Industrial Cape Breton - Cape Breton Regional Municipality (CBRM) - Cape Breton Highlands - Strait of Canso Area - Central Nova Scotia - Eastern Shore - Halifax Regional Municipality (HRM) - Musquodoboit Valley - North Shore - South Shore - Tantramar Vezi și: List of regions of Nunavut. - Kitikmeot Region - Kivalliq Region - Qikiqtaaluk Region - Northern Ontario - Northwestern Ontario - Northeastern Ontario - Nickel Belt - Southern Ontario - Central Ontario - Kawartha Lakes - Muskoka - Bay of Quinte - Eastern Ontario - National Capital Region - Ottawa Valley - Thousand Islands - Southwestern Ontario - Bruce Peninsula - Georgian Triangle - Golden Horseshoe - Greater Toronto Area - Niagara Peninsula - North Shore - South Shore - West Prince - East Prince/Summerside Area - Queens - Charlottetown Area - Kings Vezi și: List of regions of Quebec. - Bas-Saint-Laurent - Saguenay–Lac-Saint-Jean - Capitale-Nationale - Mauricie - Estrie - Montreal - Outaouais - Abitibi-Témiscamingue - Côte-Nord (North Shore) - Nord-du-Québec (Northern Quebec) - Gaspésie–Îles-de-la-Madeleine - Chaudière-Appalaches - Laval - Lanaudière - Laurentides - Montérégie - Centre-du-Québec - Carlton Trail Region - East Central Saskatchewan - Northern Saskatchewan - Regina - Saskatoon - Palliser's Triangle - Coteau Hills - Cypress Hills - West Central Saskatchewan - Lakeland Region - Klondike - Southern Lakes |

### Newfoundland and Labrador

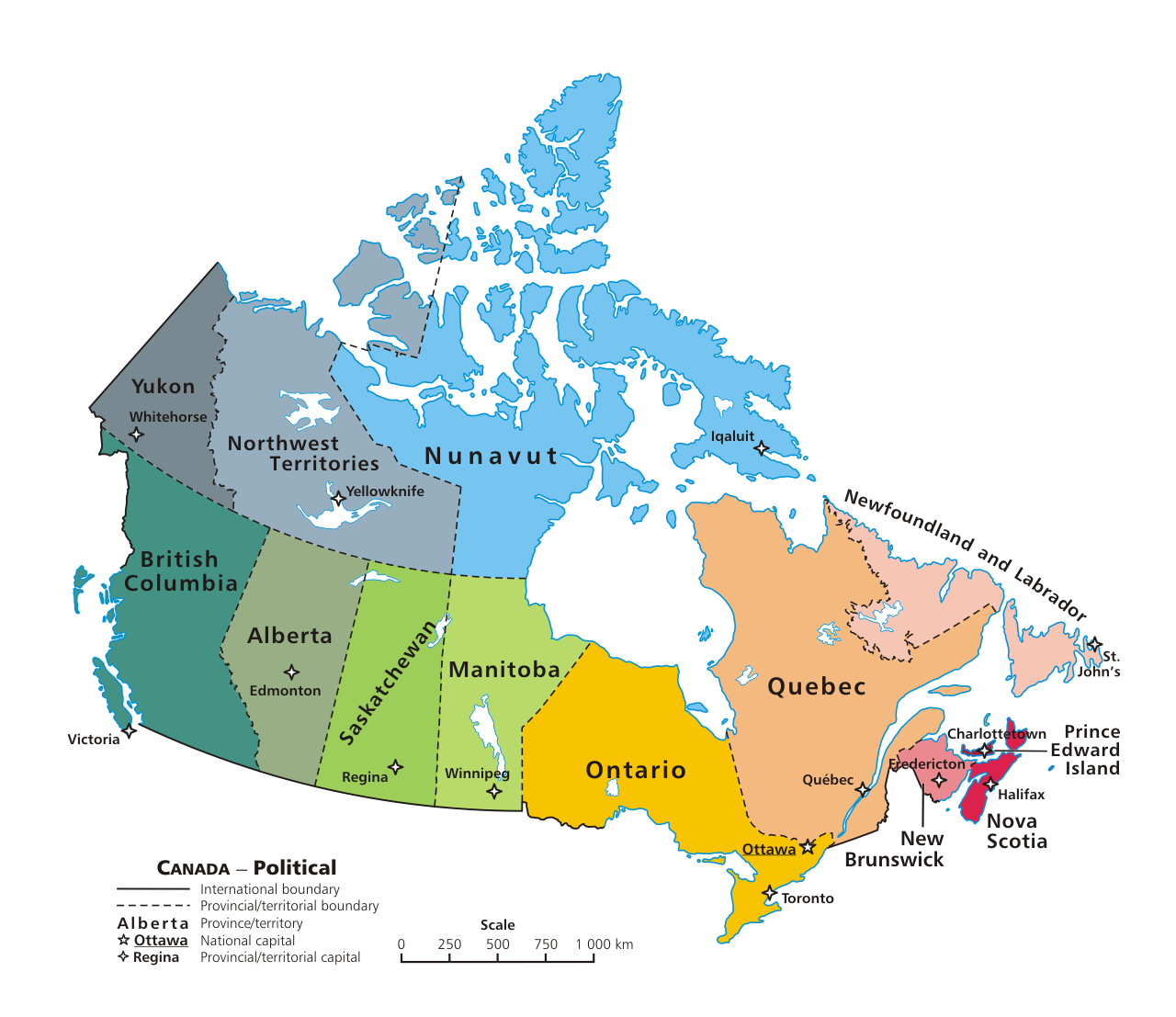
Harta regiunilor și provinciilor din Canada